# Maladie de Paget extramammaire
 Mise en garde médicale
La maladie de Paget extramammaire, appelée également « maladie de Paget mammaire extramammaire » en référence à son histologie qui est identique à la maladie de Paget du sein, est un adénocarcinome intraépidermique, d'évolution habituellement lente, peu ou pas envahissant, se développant sur le revêtement cutané, exception faite du sein (maladie de Paget du sein).
La maladie de Paget du mamelon a été décrite par James Paget en 1874, et Radcliffe Crocker a signalé le premier cas de maladie de Paget extramammaire en 1889 : il décrit un patient avec une lésion de peau affectant le pénis et le scrotum, et ses conclusions étaient identiques à celles de J. Paget.
On décrit des maladies de Paget vulvaire, du scrotum, périanales, des creux axillaires voire des paupières, des conduits auditifs externes ou de l'ombilic, la maladie se développant dans des zones cutanées riches en glandes apocrines ; si la maladie se développe dans des zones sans glande apocrine, il convient de rechercher un cancer sous-jacent.
La forme extramammaire ne représente que 6,5 % des maladies de Paget et atteint particulièrement les sujets âgés et plus souvent les femmes (quatre fois plus atteintes que les hommes).

## Signes cliniques
La maladie se présente comme une lésion cutanée érythémateuse dont l'allure est celle d'un eczéma lichenifié ; elle peut infiltrer le derme sous-jacent. Des formes pigmentées sont décrites pouvant prendre l'aspect d'un mélanome. Du fait d'un prurit habituel et du grattage qui en résulte, cette lésion peut prendre un aspect excorié, exulcéré, et être le siège de saignements, notamment au niveau vulvaire. L'évolution est lente et il faut en général deux ans entre l'apparition de la lésion et l'établissement du diagnostic.
Progressivement peuvent se constituer des plaques multiples séparées par des zones de peau d'apparence saine, mais ces zones « saines » sont atteintes à l'examen histologique. Des formes plurifocales sont également décrites.

## Histologie
L'examen histologique d'une biopsie confirme (ou permet, en l'absence de reconnaissance initiale de la lésion) le diagnostic.
L'aspect retrouvé est identique à celui de la maladie de Paget du sein.

## Évolution et pronostic
On décrit des formes primaires et des formes secondaires.
La maladie de Paget extramammaire n'est pas associée à un cancer sous-jacent (formes primaires) comme c'est le cas dans la maladie de Paget du sein, mais selon les auteurs, on retrouve des tumeurs malignes viscérales associées (formes secondaires),chez 12 à 45 % des patients qui en sont atteints. Dans la tranche d'âge à laquelle les patients en sont atteints, 70 ans et plus, la prévalence des cancers n'est pas augmentée par rapport à la population générale.
C'est un cancer d'évolution lente qui se limite à l'épiderme durant plusieurs années et de bon pronostic dans cette situation. La prise en charge des formes étendues peut être difficile et la récidive locale est fréquente. Les formes associées à des tumeurs viscérales sont d'un pronostic moins bon et en rapport avec la tumeur en cause.
En l'absence de traitement le cancer devient envahissant et métastase au niveau ganglionnaire ou à distance. Il y a peu de recours thérapeutique dans cette situation, cependant un cas de rémission complète d'une forme évoluée a été obtenu par l'utilisation de docétaxel.
La forme périanale est celle qui présente le plus de récidives métastatiques.

## Diagnostic différentiel
Plusieurs maladies dermatologiques peuvent être évoquées :
- le lichen scléroatrophique ;
- le mycosis fongoïde ;
- la maladie de Bowen...

La biopsie seule pourra assurer le diagnostic.

## Examens complémentaires
Ils sont surtout motivés par la recherche d'un cancer viscéral associé. Il s'agit d'examens d'imagerie (scanner, IRM), d'explorations fibroscopique (rectosigmoïdoscopie, hystéroscopie, endoscopie vésicale...), éventuellement recherche de marqueurs tumoraux selon l'orientation clinique.
L'ACE serait un marqueur prédictif du risque métastatique et la TEP peut permettre de retrouver des adénopathies ou des métastases à distance.

## Formes cliniques
Parmi les formes cliniques, le type dite « érythème en slip » est d'un mauvais pronostic. Cette forme est extensive ; elle peut être bilatérale.

## Traitement
Les décisions thérapeutiques sont le plus souvent prises en comité de décisions thérapeutiques et s'adaptent à la localisation, à l'étendue au caractère envahissant ou non de la lésion ; elles prennent également en compte l'âge du patient.

### Chirurgie
Il s'agit d'une exérèse avec limite en peau saine. Souvent, l'anatomopathologiste note un envahissement des berges de la pièce d'exérèse (1 cas sur 2), et dans ce cas, la reprise chirurgicale n'est pas nécessaire, car ce cas de figure ne s'accompagne pas de plus de récidive ni d'une augmentation de la mortalité.

### Traitements adjuvants
La radiothérapie peut être utilisée seule ou associée à la chirurgie. L'imiquimod, et la photothérapie dynamique sont utilisés lorsque la chirurgie est réfutée, lorsque les lésions sont très étendues ou envahissantes ou lors d'atteinte ganglionnaire détectée par TEP ou technique du ganglion sentinelle.
La chimiothérapie systémique est le seul recours dans les formes métastatiques.
En 2024, une étude est en cours à l’hôpital Cochin afin d'évaluer l'utilisation d'un inhibiteur de la calcineurine (pimecrolimus) en lieu et place de la chirurgie. L'imiquimod pourrait aussi remplacer la chirurgie.[réf. souhaitée]

## Suivi des patients
Les patients doivent être régulièrement surveillés, de trois à quatre fois par an. La récidive est possible, habituellement dans les trois premières années, mais elle est possible après quinze ans.
Il convient de rester vigilant et renouveler les examens à la recherche d'une tumeur viscérale dont la preuve ne peut être faite que secondairement.